# Artemis Fowl: Y su peor enemigo
Artemis Fowl: Y su peor enemigo es el sexto libro de la saga de Artemis Fowl creada por Eoin Colfer.

## Argumento
Han pasado tres años desde las últimas aventuras de Artemis y, ahora, es un chico normal. Hechas las paces con el mundo mágico y convertido en una persona respetable, solo hay algo que le preocupa: la salud de su madre que se deteriora por momentos. Según el médico, padece una rarísima enfermedad incurable y le quedan pocos días de vida. Pero Artemis guarda un as en la manga: conserva magia del mundo elemental y está convencido de que puede curar a su madre. Al no ser así, no le quedará otro remedio que pedir ayuda al mundo mágico que le asegura que el antídoto de la enfermedad de su madre está en el cerebro de un animal que el propio Artemis mató ocho años atrás. A Artemis solo le queda una posibilidad: volver ocho años atrás y recuperar el cerebro de ese animal para salvar a su madre, aunque tenga que atravesarse con Opal Koboi del pasado y a su yo mismo de hace ocho años

## Personajes
Humanos:
Principales:
- Artemis Fowl, protagonista de la saga, de 15 años aunque en realidad debería tener 18 (a causa de su desaparición, de la cual vuelve al presente con la misma edad que se fue hace 3 años). Viaja al pasado para recuperar al lémur que había "matado" hace 8 años.
- Artemis Fowl del pasado, es el Artemis Fowl de 10 años, el cual vende al lémur Sifika sedoso (el último ejemplar) que había comprado su madre, a Damon Kronski.
- Mayordomo, guardaespaldas de Artemis.
- Damon Kronski, es un Extincionista, a quien Artemis Fowl del pasado le vendió el lémur Sifika sedoso 8 años atrás. Seguía órdenes de Opal Koboi del pasado quien lo tenía hipnotizado para obtener el lémur. Carece del sentido del olfato.

Secundarios:
- Angeline Fowl, madre de Artemis, al comienzo tiene un resfrío, pero luego cae gravemente enferma con la posibilidad de fallecer en pocos días.
- Artemis Fowl (Padre), padre de Artemis, al ver que su esposa está enferma intenta conseguir los mejores médicos para que vean lo que tiene.
- Beckett y Myles Fowl, hermanos gemelos de Artemis, se les mencionan al final del libro 5 "La cuenta atrás." Actualmente tienen 2 años.

Criaturas mágicas:
- Holly Canija, Capitana de Reconocimiento, acompaña a Artemis en el pasado para recuperar al lémur. Durante el viaje parece enamorarse de Artemis. Este a su vez la engaña haciéndole creer que ella era la causante de la enfermedad de su madre para que lo acompañe.
- Opal Koboi (del pasado), quiere obtener el lémur por lo que hipnotiza a Kronski, con el fin de tener sus fluidos corporales para utilizarlos en ella para aumentar sus poderes mágicos.
- Mantillo Mandíbulas (del pasado), ayuda a Artemis y Holly a conseguir el lémur (sin aún supuestamente conocerse )
- Potrillo, el asesor técnico de la PES.
- N.º 1, ayuda a Artemis y a Holly a viajar en el tiempo.

- Datos: Q2617711